# الأميركيون الأفارقة وتحديد النسل
ويعكس تاريخ النساء الأمريكيات من أصل أفريقي ومشاركتهن في حركة تحديد النسل مجموعة متضاربة جدا من المثل العليا فيما يتعلق بالنساء الأمريكيات من أصل أفريقي، واستخدام ممارسات منع الحمل، والإجهاض. ناقشت شخصيات تاريخية بارزة ما إذا كانت المجتمعات الأميركية الأفريقية ستستفيد من تحديد النسل أو ما إذا كان تحديد النسل هو مخطط منهجي آخر تم وضعه لقمع المجتمع الأميركي الأفريقي.

## الاستخدامات المبكرة لتحديد النسل أثناء الرق
خلال أوقات العبودية في الولايات المتحدة، كان يُنظر إلى النساء السود العبيد على أنهن «عبيداً متكاثرات» و«نساء يحملن الأطفال» - مجرد سفن لتلبية متطلبات العمل في المناطق الزراعية الجنوبية. من خلال الزيجات المدبرة والتزاوج القسري مع العبيد الآخرين جنبا إلى جنب مع الاغتصاب المباشر من أصحاب العبيد، تعرضت النساء العبيد للاستغلال الجنسي المتكرر. حتى أن النساء كن يُلامن على هذه الظواهر حيث طور الأسياد الذكور البيض الصورة النمطية "Jezebel" عن النساء السود ككائنات عاطفية ومفرطة الجنس أرادت الانخراط في أفعال جنسية مع أي شخص وكل شخص.
وفي مقاومة الرق، ولا سيما القمع الجنسي، تلجأ النساء النُسِق السود في كثير من الأحيان إلى أشكال الإجهاض ووسائل منع الحمل الخاصة بهم. وذكرت الطبيبة الجنوبية إ. م. بندلتون أن أصحاب المزارع كثيرا ما اشتكوا من 'الميل غير الطبيعي لدى السكان الإناث الأفريقيات إلى تدمير نسلها. عائلات كاملة من النساء... تفشل في أن يكون لها أي أطفال". اعتمدت النساء على العلاجات الشعبية الأفريقية لتلفيق الأدوية التي سيتم تقاسمها ونشرها في جميع أنحاء مجتمع النساء الرقيقات.

## بدايات التنظيم
بعد عصر العبودية، حشدت النساء السود في مجموعة متنوعة من الأندية النسائية الأميركية الأفريقية في جميع أنحاء البلاد لممارسة معتقداتهن ضمن برنامج سياسي. قادت قيادات نسائية أميركية أفريقية بارزة مثل هارييت توبمان، وفرانسيس إ. و. هاربر، وإيدا بيل ويلز- بارنيت، وماري تشيرش تيريل، تأسيس الرابطة الوطنية لنوادي النساء الملونات. وبما أن قضايا العنصرية والفصل والتمييز ارتكبت حياة الأميركيين الأفارقة في أمريكا ما بعد الرق، عملت الجمعية الوطنية للمرأة والأندية التابعة لها البالغ عددها 1500 نادي على تعزيز "الارتقاء العرقي بشعار "رفع كما نتسلق"، تطمح إلى إظهار "عالم جاهل ومريب بأن أهدافنا ومصالحنا متطابقة مع أهداف ومصالح جميع النساء الطامحات إلى الخير". وإلى جانب جمع التبرعات لإنشاء المدارس والخدمات المجتمعية، أيدت اللجنة الحركة من أجل تحديد النسل كجزء من أجندتها لتمكين النساء السود ومساعدتهن على تحقيق حياة أفضل.
كان مجتمع هارلم الأسود مهتمًا بشكل خاص بتحديد النسل للنساء، وفي عام 1918، كانت الرابطة السياسية النسائية في هارلم أول ناد نسائي أميركي أفريقي يحدد مواعيد لمحاضرات حول تحديد النسل.  استمرت جهودهم مع منتدى مجتمع هارلم الذي دعا مارغريت سانجر للتحدث في مارس 1923 والرابطة الحضرية التي تطلب من الرابطة الأمريكية لتحديد النسل إنشاء عيادة لتحديد النسل في المدينة. في عام 1925، حاول سانجر فتح عيادة قريبة في منطقة كولومبوس هيل السوداء إلى حد كبير، ولكن العيادة لم تُنفذ إلا لمدة ثلاثة أشهر قبل إغلاقها بسبب انخفاض الحضور. كان من الممكن أن تكون بعض أسباب انخفاض إقبال المرضى بسبب انتقال العديد من الأميركيين الأفارقة إلى خارج الحي أو بسبب عدم المشاركة مع قادة المجتمع. وعلى الرغم من هذا الفشل الأولي، واصل سانجر الضغط من أجل المزيد من العيادات في المناطق المتعثرة.
في عام 1932، افتتحت عيادة ناجحة في هارلم بدعم من الكنائس السوداء في هارلم وكذلك مجلس استشاري أسود. وتحدث الوزراء السود في كنائس هارلم في الاجتماعات العامة واستخدموا الكنائس كأماكن للمحاضرات التعليمية. كان عدد المرضى في عيادة هارلم حوالي نصف الأسود ونصف البيض، وفي السنة والنصف الأولى، زار العيادات ما يقرب من 3000 شخص. ومع إنشاء المزيد من الأندية النسائية السوداء ومع مشاركة المزيد من النساء السود في هذه الأندية المنظمة، أصبح المزيد من النساء السود على بينة من وسائل منع الحمل والمعلومات.

## الحجج المبكرة لمنع الحمل للأميركيين الأفارقة
في يوليو 1932، نشرت مارغريت سانجر عددا خاصا من مجلتها بعنوان مراجعة تحديد النسل. وكانت هذه القضية بعنوان «العدد الزنجي» ودعت الأميركيين الأفارقة البارزين إلى إظهار سبب فائدة تحديد النسل للجالية الأميركية الأفريقية. ساهم مؤلفون مثل W.E.B Du Bois وجورج شويلر في المجلة بذكر أسباب مختلفة يعتقدون أن منع الحمل هو أحد الأصول للسود
وتناول دوبوا مسألة تحديد النسل كوسيلة لتمكين الأميركيين الأفارقة في المقال الذي صدر في مقالة "بلاك فولك" وتحديد النسل. وأعرب دوبوا عن اعتقاده بأن تحديد النسل الطوعي يمكن أن يكون وسيلة للسود لتخطيط أسرهم وتأمين مستقبلهم الاقتصادي من خلال عدم إنجاب أطفال أكثر مما تستطيع الأسرة تحمله. كما تناول مسألة الأميركيين الأفارقة والاعتقاد بأنه من أجل الحصول على قدر كبير من السلطة، يحتاج السود إلى إنتاج المزيد من النسل. وقال دوبوا: "يجب أن يتعلموا أنه بين الأجناس والمجموعات البشرية، كما هو الحال بين الخضروات، والنوعية وليس مجرد العد الكمي”.
واستند جورج شويلر في مقاله بأكمله إلى فكرة أن صلاحية النسل الأسود كانت أكثر أهمية من العدد الإجمالي للأطفال المنتجين. كانت مقالة شويلر، الكمية أو النوعية، نقدًا للفكرة القائلة بأن الأرقام المجردة، من حيث النسل، يمكن أن تجلب للأميركيين الأفارقة القوة والمساواة التي كانوا يعملون من أجل تحقيقها. وجادل شويلر بأن صحة الأسرة السوداء، وعلى وجه التحديد صحة المرأة السوداء، ينبغي أن تكون محور النقاش حول تحديد النسل.
وأوضح المقال أنه إذا كانت النساء السود قادرات على التخطيط لحملهن، فستكون هناك فرصة لانخفاض معدلات وفيات الرضع. وأشار شويلر إلى أنه «إذا مات خمسة وعشرون في المائة من الأطفال البنيين الذين يولدون عند الولادة أو في مرحلة الطفولة بسبب الظروف غير الصحية والفقيرة للأمهات ويموت 25 في المائة أكثر في الشباب أو في السجون واللجوء، فهناك خسارة متميزة بدلاً من كسب».

## المعارضة المبكرة
لم يتم قبول وسائل منع الحمل من جانب واحد في المجتمع الأميركي الأفريقي خلال أوائل القرن العشرين. بدا تحديد النسل للبعض وكأنه طريقة للسيطرة على السكان التي يمكن أن تدار من قبل الحكومة لقمع السكان السود. وكان ماركوس غارفي وجوليان لويس على حد سواء ضد تحديد النسل للأميركيين الأفارقة لهذا السبب على الرغم من أن النهج اختلف. كان غارفي، باعتباره قومياً أسود، يؤمن بنظرية «القوة بالأرقام» عندما يتعلق الأمر بكيفية حصول السود على السلطة في غارفي في الولايات المتحدة، وكان أيضاً كاثوليكياً رومانياً. اتخذ لويس نهجاً «علمياً» أكثر في التنديد بمنع الحمل.